# Тутуба (язык)
Тутуба (Tutuba) — находящийся под угрозой исчезновения океанийский язык, на котором говорит народ с одноимённым названием, проживающий на юго-восточной вершине острова Эспириту-Санто и в открытом море территории острова Тутуба в Вануату. Также схож с языками аоре и мало. Некоторые дети не изучают данный язык, используется 30 % детей.